# جامعة إجيرتون
جامعة إجيرتون (بالإنجليزية: Egerton University)‏ هي جامعة عامة في كينيا. ينص موقع الويب الخاص بها على أنها أقدم مؤسسة للتعليم العالي في كينيا.

## الموقع
يقع الحرم الجامعي الرئيسي للجامعة في نجورو، على مسافة 25 كيلومتر (16 ميل)، جنوب غرب مدينة ناكورو. هذا يقع حوالي 182 كيلومتر (113 ميل)، عن طريق البر، شمال غرب نيروبي، العاصمة وأكبر مدينة في كينيا. إحداثيات الحرم الجامعي الرئيسي هي: 0 ° 22'11.0 "S ، 35 ° 55'58.0" E (خط العرض: -0.369734 ؛ خط الطول: 35.932779).

## التاريخ
تأسست الجامعة عام 1939م، وكان اسمها في الأصل مدرسة مزرعة إيجرتون. تأسست هذه المدرسة بعد أن قدّم موريس إجيرتون، بارون إجيرتون الرابع من تاتون، أرض كبيرة تبلغ مساحتها 740 فدان (3 كم²) كمنحة. كان الغرض الأصلي للمدرسة هو إعداد شباب أوروبي أبيض لمهن زراعية. بحلول عام 1955م تغير الاسم إلى كلية إجيرتون الزراعية، حيث كانت تقدم دورة شهادة لمدة عام ودورة دبلوم لمدة عامين في الزراعة. في عام 1958م تبرع اللورد إجيرتون بـ 1,100 أكر (4.5 كـم2) من الأرض. بعد فترة وجيزة فتحت الكلية أبوابها للناس من جميع الأعراق من كينيا والبلدان الأفريقية الأخرى.
في عام 1979م وبدعم من حكومة كينيا والوكالة الأمريكية للتنمية الدولية، توسعت الكلية مرة أخرى لتصبح جزءًا من نظام جامعة نيروبي. في عام 1987م اعترف بالكلية جامعةً قانونية عامة.

## حرم الجامعة
يوجد في جامعة إجيرتون أربعة حرم جامعية، أحدها كلية هي تأسيسية.
- يقع الحرم الجامعي الرئيسي في نيجورو، ويضم كليات الزراعة والفنون والعلوم الاجتماعية والتعليم ودراسات المجتمع والهندسة والتكنولوجيا والبيئة وتنمية الموارد والعلوم والطب البيطري.
- يحوي الحرم الجامعي لمدينة نيروبي كليات الآداب والعلوم الاجتماعية والتعليم ودراسات المجتمع والتجارة. كما يحوي المركز الأفريقي للتعليم عن بعد.
- يقع حرم كينياتا الجامعي على بعد 5 كيلومتر (3 ميل) من حرم كامبوس، ويضم برامج التعليم المفتوح والتعليم عن بعد.
- يستضيف الحرم الجامعي بجامعة نيتون تاون في نيجورو كليات التجارة والعلوم الصحية.[3]

## كليات جامعة إجيرتون
تضم الجامعة تسع كليات تحوي واحدا وخمسين قسمًا أكاديميًا تقدم برامج على مستويات الدبلوم والجامعات والدراسات العليا: 
- كلية الزراعة
- كلية الآداب والعلوم الاجتماعية
- كلية التجارة
- كلية التربية والدراسات المجتمعية
- كلية الهندسة والتكنولوجيا
- كلية البيئة وتنمية الموارد
- كلية العلوم الصحية
- كلية الحقوق
- كلية العلوم
- كلية الطب البيطري والجراحة [3]

## البرامج المقدمة
تقدم الجامعة العديد من البرامج الأكاديمية. يمكن للطلاب الحصول على دبلوم لمدة ثلاث سنوات أو درجة البكالوريوس أو درجة الماجستير أو الدكتوراه (دكتوراه الفلسفة) . 
في عام 2004م أقامت الجامعة شراكة مع جامعة ميشيغان الغربية التي تتيح للطلاب لإكمال نصف شهادتهم في إيجيرتون، والانتهاء من دراستهم في جامعة ميتشقن الغربية في برامج محددة، مثل: علوم الكمبيوتر والهندسة وإدارة الأعمال. 

## روابط خارجية
- الموقع الرسمي لجامعة إجيرتون